# Chow-chow
Le chow-chow ou chowchow est une race de chien originaire de Chine. D'origine ancienne, la race est importée en Angleterre au début du XIXe siècle. Il fait partie du groupe 5 de la Fédération cynologique internationale qui regroupe les chiens de type spitz. Chien de taille moyenne, le chow-chow se caractérise par sa fourrure fournie, son allure léonine et sa langue bleue.

## Historique
Le chow-chow est une race de chien qui s'est développée en Chine il y a environ 4 000 ans[réf. nécessaire].
Le chow-chow, d'origine mongole, fut introduit en Angleterre par des navires marchands britanniques en même temps que des marchandises exotiques. Un individu fut même offert au prince de Galles. L'origine du nom  « chow-chow » proviendrait de l'inscription mandarine signifiant « marchandises diverses » qui était marquée sur les caisses contenant les premiers chiens de cette race importés de Chine en Angleterre. Faire dériver le mot d’un redoublement du terme « chow », qui signifie « nourriture », du fait que cette race de chien se cuisinait en Chine, est inexact puisque le terme pour décrire ce chien en mandarin est « sōngshī quǎn », qui signifie « chien-lion boursoufflé ». Le chow-chow aurait  été employé comme chien de chasse par les empereurs de Chine[réf. nécessaire].
Les origines du chow-chow sont attribuées à la Chine, où il était utilisé en tant que chien de garde et aussi pour la chasse. Arrivée en Angleterre au début du XIXe siècle, la race ne devient connue qu'à partir des années 1920 et notamment lors de l'exposition canine de Crufts en 1925.
En France, les premières traces de la présence du chow-chow datent du XIXe siècle. Toutefois, ce chien resta relativement rare jusque dans les années 1920, où le Chow-Chow Club de France fut créé, sous l'impulsion de Renée Maréchal. À la suite de cela, le chow-chow est devenu très populaire dans le Tout-Paris, puis il s'est démocratisé pendant la guerre. Le Chow-Chow Club de France a été dissous en 1952 et remplacé par le Chow-Chow Club Français, qui, encore aujourd'hui, est le club officiel de la race.

## Standard

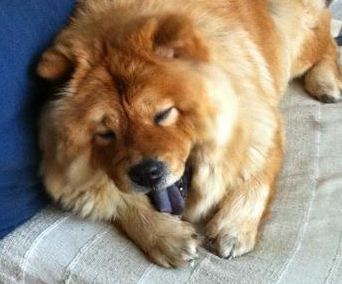
La langue bleue est typique de la race.

Le chow-chow est une race compacte au rein court, d’aspect léonin et bien charpenté. Le chow-chow n'a pas d'angulation arrière ce qui lui donne une démarche « guindée ». La taille est comprise entre 48 et 56 cm pour le mâle et 46 à 51 cm pour la femelle. La poitrine est large et profonde. La queue très fournie est portée retombante sur le dos.
La tête du chow-chow est large et son crâne plat rappelle celui d'un ours. Le museau est court comme chez le Shar Pei. La truffe est noire, mais pour les sujets clairs, une truffe de couleur plus claire est admise. Les yeux sont petits, en amande et sombres. Les oreilles triangulaires, dont le bout est arrondi, sont tournées vers l'avant et légèrement convergentes. La langue, le palais, les gencives et les lèvres doivent impérativement être bleus ou violacés, ce qui est typique de la race (des gencives roses sont admises chez le crème).
Le poil est long, épais, abondant avec un sous-poil laineux. La variété à poils courts est peu connue du grand public. Chez le poil long, un ample collier de fourrure confère au chow-chow une allure léonine. La robe ne doit pas être abondante au point de gêner les mouvements ou de causer de la détresse par temps chaud. Les couleurs admises sont le noir, le rouge, le bleu, le fauve, le crème et le blanc, toujours de teinte unie. Les culottes et le dessous de la queue sont fréquemment de couleur plus claire.

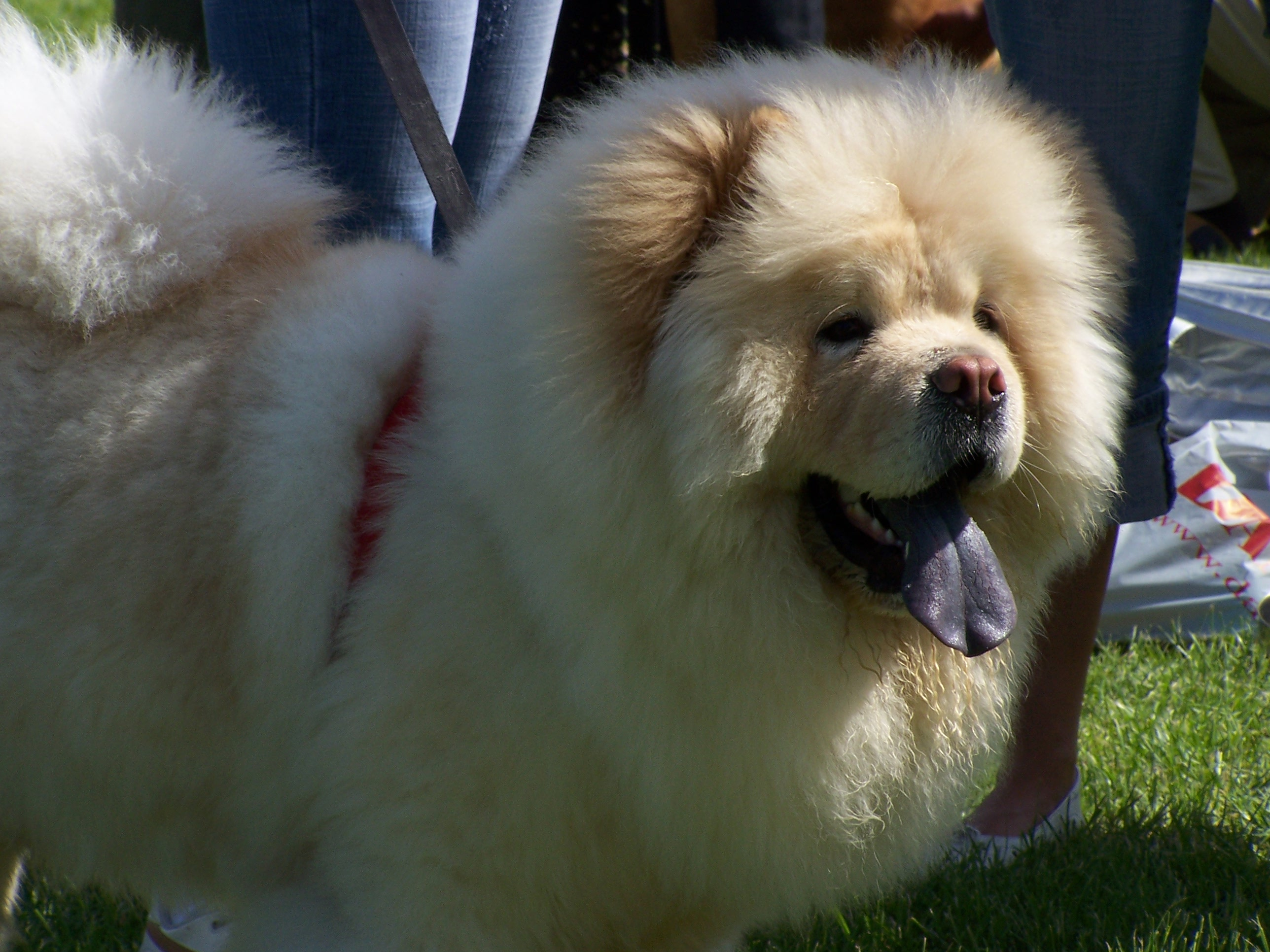
Chow-chow à pelage clair.
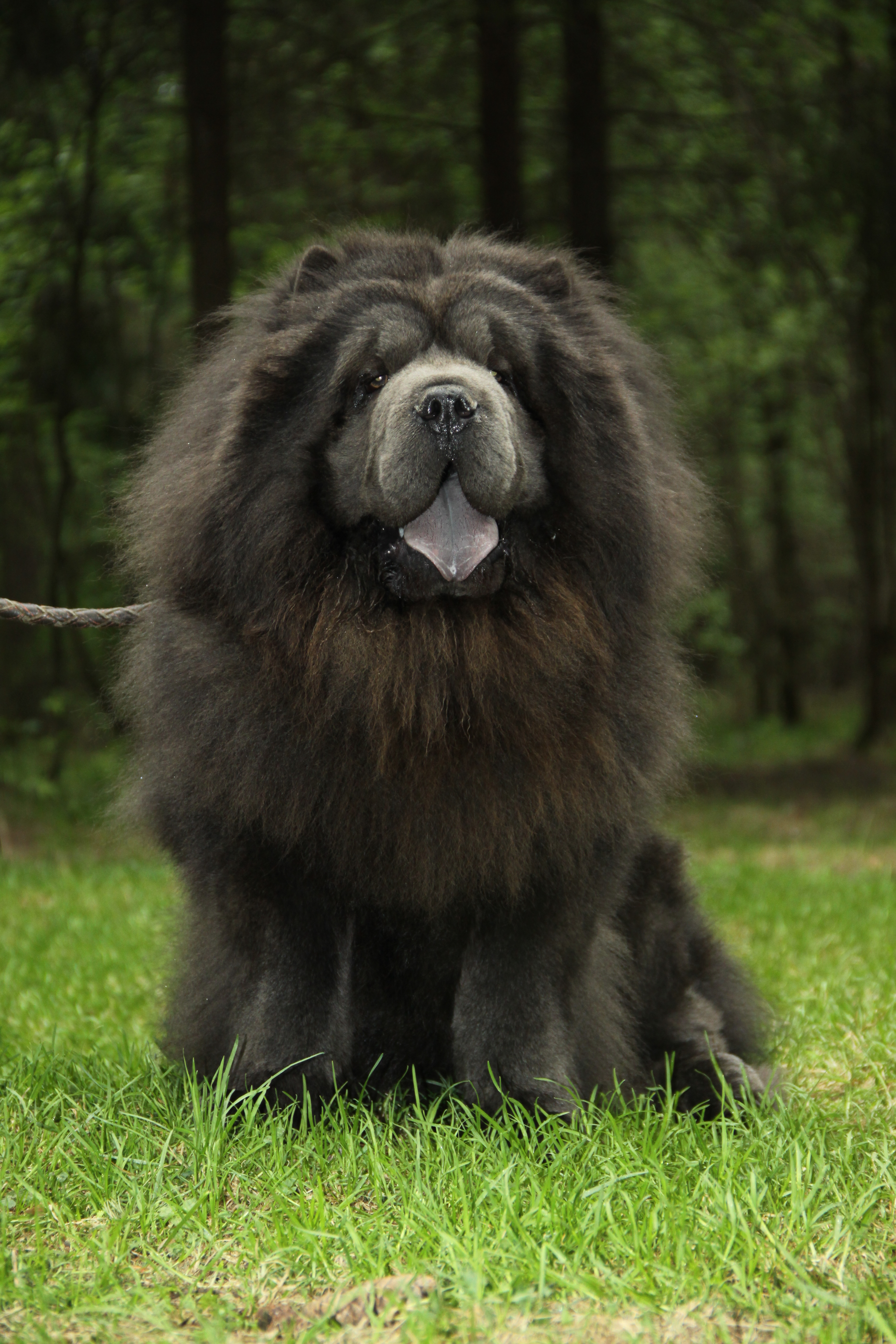
Un chow-chow noir.

## Caractère

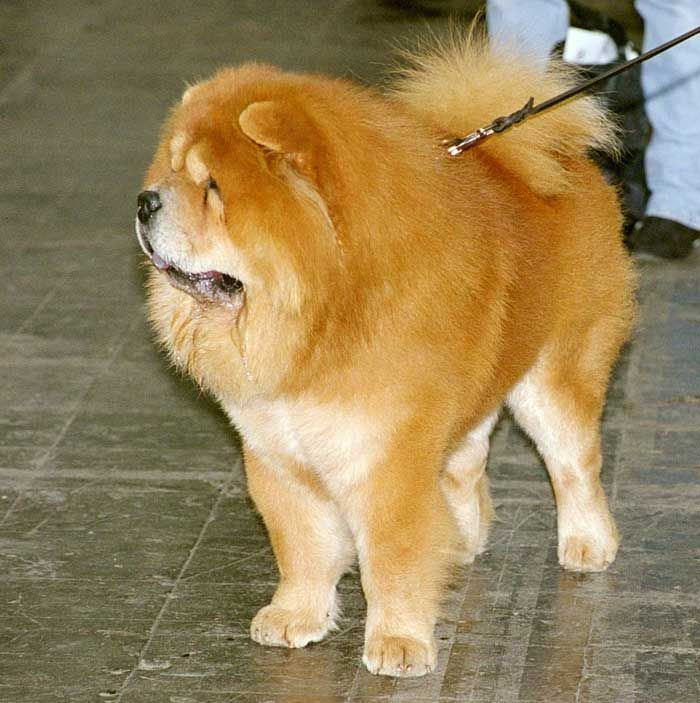
Chow-chow adulte.

Le chow-chow est très expansif envers ceux qu'il aime, mais il peut paraître indifférent la plupart du temps. Il se fatigue relativement vite lors de jeux ou d'effort.
Comme beaucoup de chiens asiatiques, il est un bon gardien, aboie peu et toujours à bon escient ; il est naturellement calme mais avec du caractère et peut se montrer agressif, notamment envers les autres chiens. Il convient donc de l'éduquer intelligemment, avec douceur mais fermeté, dès son plus jeune âge.
Le chow-chow est un chien de compagnie qui convient bien aux personnes tranquilles. Il peut très bien vivre en appartement s'il exerce une activité physique quotidienne.

## Santé et entretien
Sa durée de vie est entre 10 et 14 ans pour un chow-chow en bonne santé[réf. nécessaire].
Il a besoin de fréquents brossages (tous les jours si possible), particulièrement en périodes de mue. Le brossage est aussi nécessaire pour la variété à poil court mais nécessite beaucoup moins de temps.